# بوب غوتشيواني
بوب غوتشيواني (بالإنجليزية: Bob Guccione)‏ (و. 1930 – 2010 م) هو مصور، ومنتج أفلام، وكاتب سيناريو أمريكي، ولد في نيويورك، توفي في بلينو، عن عمر يناهز 80 عاماً، بسبب سرطان الرئة.

## التعليم
تعلم في Blair Academy ‏.

## وصلات خارجية
- بوب غوتشيواني على موقع IMDb (الإنجليزية)
- بوب غوتشيواني على موقع ألو سيني (الفرنسية)
- بوب غوتشيواني على موقع أول موفي (الإنجليزية)
- بوب غوتشيواني على موقع قاعدة بيانات الأفلام السويدية (السويدية)
- بوب غوتشيواني على موقع إن إن دي بي (الإنجليزية)
- بوب غوتشيواني على موقع ديسكوغز (الإنجليزية)
- بوب غوتشيواني على موقع قاعدة بيانات الفيلم (الإنجليزية)
- بوب غوتشيواني على موقع كينوبويسك (الروسية)